# Coma bérénicides
Les Coma bérénicides (désignation IMO : COM ; numéro UAI de la pluie : 20) sont un essaim de météoroïdes ou météores associés mineure dont le radiant est situé dans la constellation du Lion et en limite de la Chevelure de Bérénice, au nord de la brillante Denebola. La pluie est active du 12 au 23 décembre, avec un maximum qui se produit autour du 16. Au moment du maximum, son radiant est localisé vers les coordonnées α=175° et δ=+18°, et son ZHR est de 3. Ses météores sont très rapides avec une vitesse de 65 km/s.
Les Coma bérénicides ont été détectées par photographie dans le cadre du Harvard Radio Meteor Project (en). L'essaim est identifié pour la première fois en 1959 par Richard Eugene McCrosky et Annette Posen,. Aujourd'hui encore, on ignore quelle comète en est à l'origine ; il s'agit peut-être d'une comète non identifiée et observée en 1912 par un astronome amateur australien, Lowe. Cet essaim est souvent confondu avec les Léo minorides et les deux essaims ont d'ailleurs une orbite très similaire.